# Stefan Hörner
Stefan Hörner (* 3. Oktober 1961 in Ludwigshafen; † 31. Dezember 2016) war ein deutscher Historiker.

## Leben
Stefan Hörner wurde am 3. Oktober 1961 in Ludwigshafen geboren. Dort legte er 1981 sein Abitur ab. Anschließend nahm er ein breit angelegtes Studium auf, unter anderem in Heidelberg, Mannheim und Freiburg in Geschichte, Politische Wissenschaften, Geographie, Theologie, Staatsrecht und Chemie. Die Promotion zum Dr. phil. in den Fächern Neuere und Neueste Geschichte, Wirtschafts- und Sozialgeschichte, Politische Wissenschaften schloss er 1995 in Freiburg ab. Seine Dissertation hatte die Haltung des Papstes zur europäischen Integration nach 1945 zum Thema. Die Arbeit wurde 1996 als Buch mit dem Titel Der Vatikan und die Neuordnung Europas veröffentlicht.
Danach wandte sich Hörner wieder der Forschung zu und ging mit intensiver Archivarbeit der Geschichte der IG Farben während des Zweiten Weltkrieges nach. Große Bekanntheit erlangte er mit seiner Zweit-Dissertation „Die in Auschwitz sterben mussten, haben andere auf dem Gewissen...“ Projektion. Rezeption und Realität der I.G. Farbenindustrie AG im Nürnberger Prozeß. Diese Arbeit zur Erlangung des Grades Dr. rer. pol. wurde 2010 an der Freien Universität Berlin als wirtschaftswissenschaftliche Dissertation angenommen, sodann überarbeitet und erweitert und mit dem Titel Profit ohne Moral als Buch 2012 veröffentlicht.
In den folgenden Jahren beschäftigte sich Hörner weiter mit der Erforschung wirtschaftlicher und staatlicher Strukturen des Dritten Reichs, der Bundesrepublik Deutschland und der Europäischen Union. Unter anderem arbeitete er von  2012 bis 2016 intensiv an einer Studie über den Luftkrieg im Zweiten Weltkrieg. Gemäß einem Geleitwort von Hans Fenske legt Hörner darin überzeugend dar, dass die britische Luftkriegsführung während des ganzen Zweiten Weltkriegs gegenüber dem Deutschen Reich darauf abgestellt war, Stadtzentren, Versorgungseinrichtungen und Wohnbezirke – und hier vor allem der Arbeiterschaft – zu zerstören, nicht aber Industrie. Die Veröffentlichung dieses Werkes erlebte Stefan Hörner nicht mehr. Er verstarb am 31. Dezember 2016 nach kurzer schwerer Krankheit im Alter von nur 55 Jahren.

## Werke (Auswahl)
- Der Vatikan und die Neuordnung Europas. Die Bundesrepublik Deutschland und die katholische Kirche im europäischen Integrationsprozess; 1948–1958. Europäische Hochschulschriften. Reihe 3. Geschichte und ihre Hilfswissenschaften; Bd. 690. Peter Lang, 1996.
- „Die in Auschwitz sterben mussten, haben andere auf dem Gewissen...“ Projektion. Rezeption und Realität der I.G. Farbenindustrie AG im Nürnberger Prozeß. Phil. Diss. FU Berlin 2010.
- Profit oder Moral. Strukturen zwischen I.G. Farbenindustrie AG und Nationalsozialismus. Europäischer Hochschulverlag, 2012.
- Hitlers Chemiker. Südwestdeutscher Verlag für Hochschulschriften, 2013.
- Die Luftschlacht gegen Hitler. Analyse einer britischen Niederlage. Deutscher Wissenschafts-Verlag, 2017.